# Volevamo essere gli U2
Volevamo essere gli U2 è un film del 1992 diretto da Andrea Barzini.

## Trama
Nel settembre 1989 il quasi trentenne Marco pensa di formare un complesso rock con un gruppo di amici: a lui si uniscono Matteo (un giovane di buona famiglia indeciso su quale strada prendere dopo la laurea) come tastierista, Saverio (studente alla Luiss con la passione per la moda heavy metal) al basso, Sonia (una cantante con alcune esperienze in televisione) e Margherita (una studentessa universitaria impegnata politicamente) come cantanti e Rocco (un amico di Matteo che lavora come carpentiere) alla chitarra.
Mentre il gruppo cerca di trovare un repertorio (che include brani anni settanta come Cocaine, La mia banda suona il rock o Love to Love You Baby) e di ottenere un provino alla televisione grazie a Marco (che cerca di convincere la sua amante, sposata con un funzionario Rai), fra i sei componenti si allacciano simpatie, amori, ma anche alcuni dissidi dovuti al carattere di Marco, provato da un dramma famigliare che lo colpì alcuni anni prima. Fin quando Margherita non decide di far esibire il gruppo all'università, occupata dal movimento della Pantera: l'esibizione viene accolta con fischi e la band, già amareggiata per non aver ottenuto il provino alla televisione promesso da Marco, decide di separarsi.
Saverio viene quindi chiamato per il servizio di leva, Rocco e Margherita iniziano una storia d'amore e vanno a convivere, mentre Sonia si innamora di Matteo e con lui incide un provino che presenta ad un discografico, ottenendo un'audizione il cui esito sarà positivo. Dopo alcuni mesi Sonia si presenta a casa di Margherita (dove nel frattempo si era fermato Saverio, di ritorno dal servizio di leva) rivelandole che è incinta di Matteo, il quale è nel frattempo partito per Milano per lavorare in una casa editrice. L'arrivo improvviso di Marco il quale, nel tentativo di corteggiare Margherita, scopre che è fidanzata con Rocco, causa una rissa in cui vengono coinvolti anche Saverio e Matteo, anch'essi rivali in amore per Sonia.
Il gruppo non si rivede più per alcuni mesi, fin quando Matteo non decide di organizzare una festa: non vi prenderà parte Marco che, deluso dal nuovo stile di vita adottato (come mantenuto della sua amante), aveva deciso di suicidarsi chiudendosi nell'auto in un garage.

## Produzione
Il film è tratto da un'omonima commedia teatrale scritta nel 1990 da Umberto Marino e portata in scena, con successo, dagli stessi attori protagonisti: l'imminente realizzazione del film (la cui regia venne affidata ad Andrea Barzini, che già aveva curato la trasposizione cinematografica del copione di Italia-Germania 4-3), più volte annunciata nel corso del 1991, verrà in seguito posticipata all'anno successivo a causa di sopraggiunte difficoltà economiche del produttore Angelo Rizzoli, in seguito tiratosi indietro in favore della Rodeo Drive di Marco Poccioni e Marco Valsania.
La realizzazione si è conclusa nell'agosto 1992 e il film è stato approvato dalla censura il 10 settembre successivo, con il visto n. 88002.

## Accoglienza
Il film fu proiettato fuori concorso al Festival del Cinema di Venezia, suscitando alcune reazioni poco favorevoli da parte del pubblico.